# Kálmán Kalocsay

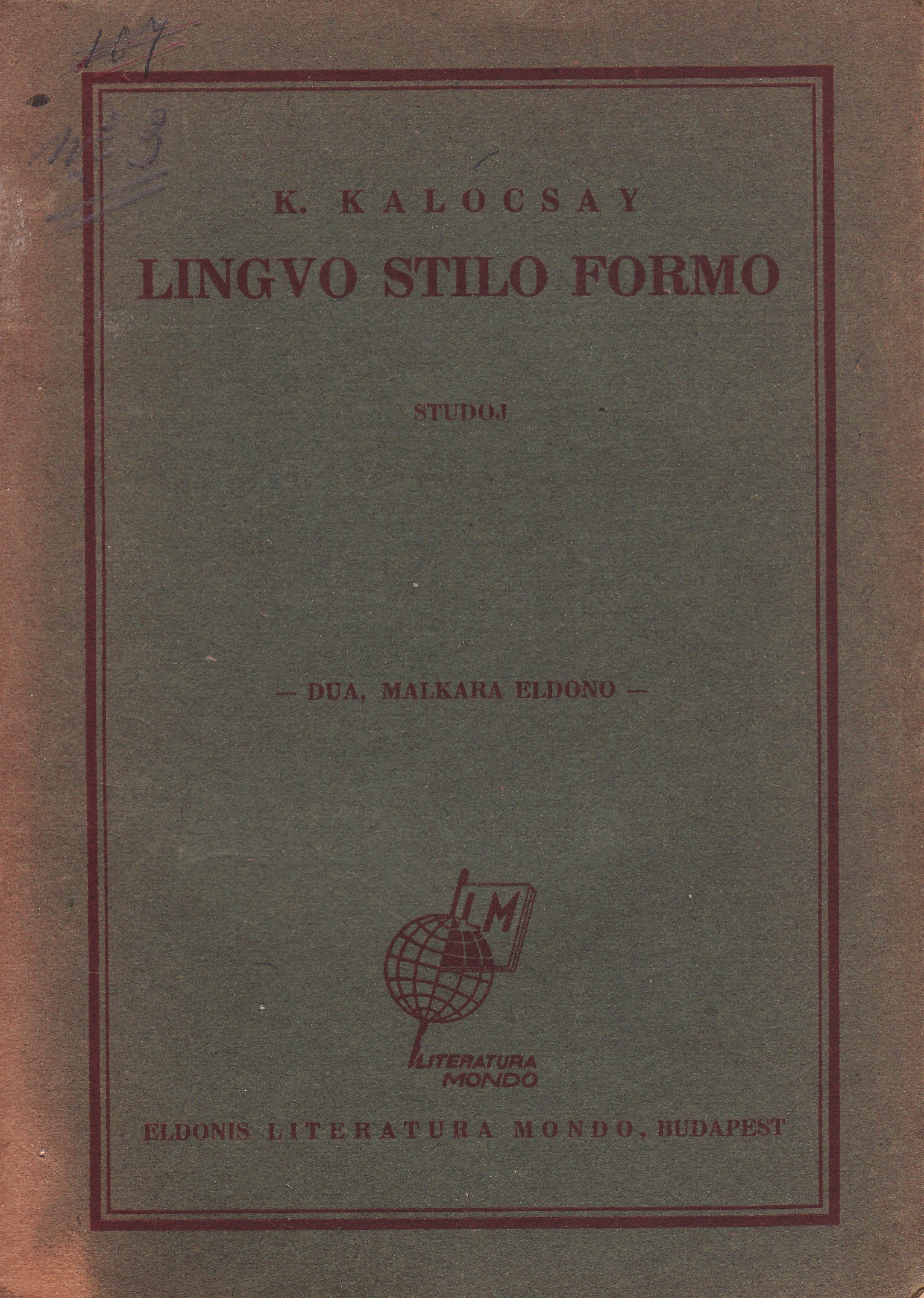
Okładka Lingvo, stilo, formo

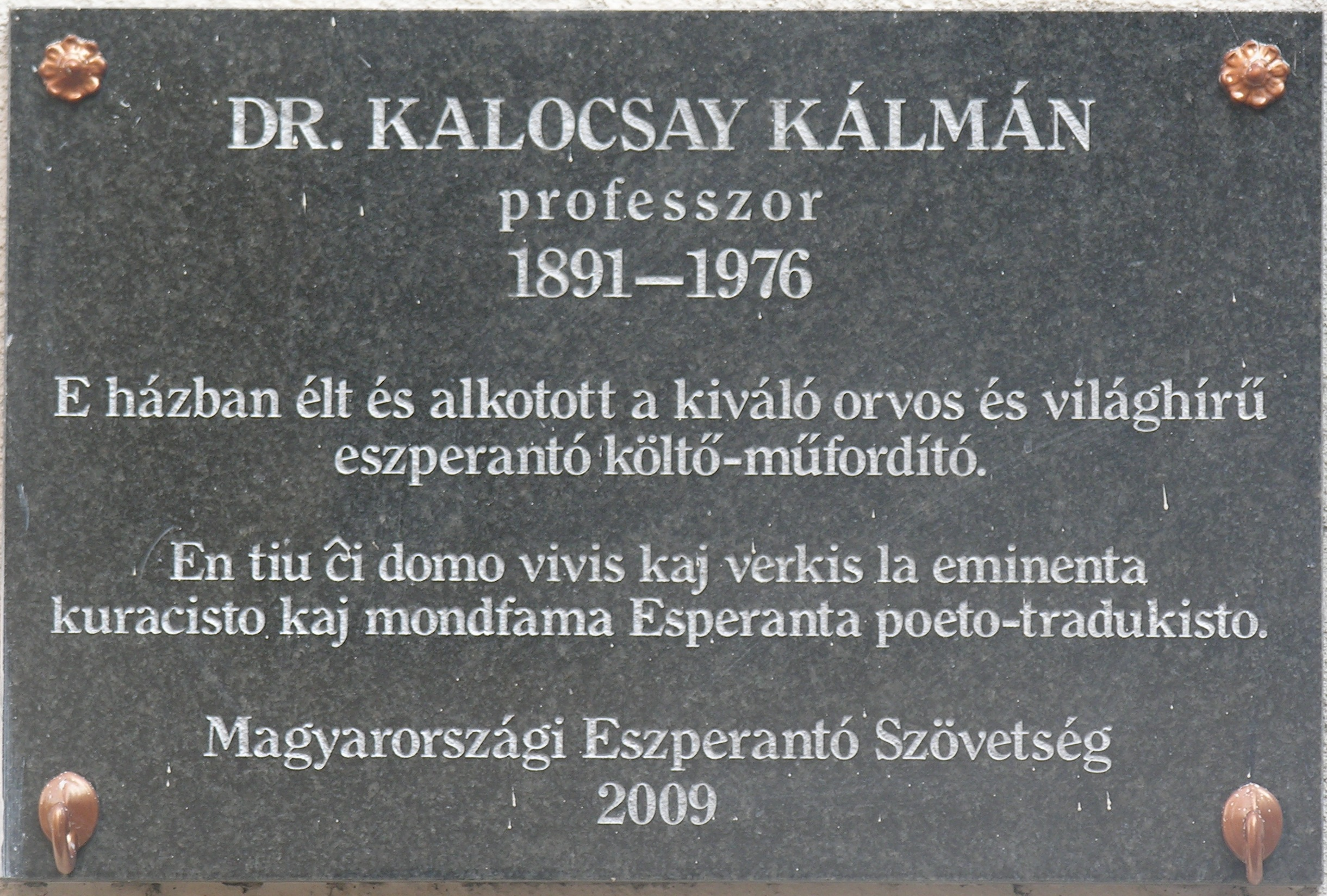
Tablica pamiątkowa na domu Kalocsaya w Budapeszcie

Kálmán Kalocsay [wym. ˈkaːlmaːn ˈkɒlot͡ʃɒi] (ur. 6 października 1891 w Abaújszántó, zm. 27 lutego 1976 w Budapeszcie) – węgierski esperantysta, pisarz, tłumacz, językoznawca i chirurg.

## Pierwsze badania językoznawcze
Studiował medycynę w Budapeszcie, następnie pracował w szpitalu. W 1916 obronił doktorat.
Jego fascynacja językoznawstwem i literaturą skłoniła go do poszukiwań twórczych sposobów ekspresji językowej i literackiej. Uczył się francuskiego, rosyjskiego, angielskiego, niemieckiego, ido i esperanto. Później miał do czynienia także z polskimi tekstami dzięki swoim geamikoj de PRLo (przyjaciół z PRL-u). W jednej ze swoich prac wyraża podziw dla Jana Kochanowskiego jako dla prekursora badań językowych i literackich w renesansowej Europie. Kalocsay podejmował już próby literackie. Uważał, że znalazł najbardziej zdatny język dla swojej twórczości. Był nim esperanto odkryty przez niego w 1913. Uważał je za szczyt plastyczności ekspresyjnej w języku ze względu na możliwość tworzenia słów oznaczających rzeczy nieistniejące choć zrozumiałe, albo zupełnie nieprzetłumaczalne na inne języki, język oparty na neologizmach. Odrzucał inne języki sztuczne jako mniej giętkie i nie dość płynne znaczeniowo. W swej poezji i filozofii Kalocsay wychodzi więc całkiem analityczne, od języka.

## Poezja

### Mondo kaj koro
Po nauczeniu się esperanta działał w esperanckich pismach. Wypracował w bardzo wysokim stopniu swą znajomość esperanta reformując je na rzecz własnych badań. Owocem tych badań była jego poezja. W 1921 roku wydał w Literatura mondo (Literacki świat) swój pierwszy tom wierszy w języku esperanto – Mondo kaj koro (Świat i serce). O tomie Enciklopedio de Esperanto (Encyklopedia esperanta) wspomina: „Dziełko ukazuje związek językowej giętkości i poetycznej zdolności na wysokim poziomie”. Poeta nawiązywał w tomiku do Romantyzmu pragnąc zbudować klasyczną formę wiersza w różnych gatunkach. Kreował w ten sposób niejako język esperancki. Esperancka krytyka przyjęła poezję Kalocsayego entuzjastycznie.

### Streĉita kordo
Następnym tomikiem był Streĉita kordo (Napięta struna) wydany w 1931 roku. Encyklopedia esperanta wspomina: „Po Parnasie ludów [tłumaczenia poezji przez Antoniego Grabowskiego z 33 języków na język esperanto] nie ukazał się zbiór wierszy tak interesujący dla miłośnika poezji, tak ważny ze względu na stylistyczny i artystyczny punkt widzenia. Najbardziej godna podziwu jest [w tym tomie] różnorodność form poetyckich”. Kalocsay stał się tym samym popularnym poetą esperantystów. Mimo że chciał stworzyć nową formę wyrazu literackiego wszelkie próby uczynienia ze swojej poezji zaumu (języka pozarozumowego), lub innej formy futuryzacji zakończyły się na utrudnieniu esperanta, podwyższeniu jego stylistyki, wprowadzeniu nowych słów i stworzenia literatury na wzór starożytnej. Kalocsay w Streĉita kordo zawarł quasi-antyczne poezje w wielu przypadkach nieprzetłumaczalne dosłownie na inne języki. Pierwszy wiersz noszący tytuł tomu stanowi dygresyjną, przesłaniową inwokację do „struny lamentu i radości” pisaną na przemian jedenastozgłoskowcem i dziesięciozgłoskowcem. Następnie autor prezentuje hymny (nawiązujące do pozytywizmu i romantyzmu), mitoligizuje ideologię i historię esperanta, pojawiają się bajki ezopowe, poemat Ahasvero de amo, sonety i wiersze wykorzystujące heksametr. Mitologizacja większości tych wierszy polega na fascynacji mitologią rzymską, grecką, słowiańską i fińską, a także polskim mesjanizmem (szczególnie Dolora saluto, gdzie naród węgierski porównywany jest do Łazarza narodów). Cała ta nawiązująca do antyku różnorodność, inwokacje, wspomnienia Doktora Esperanto – Zamenhofa, Antoniego Grabowskiego, Théophile’a Carta i opisanie historii esperanta doprowadzają ten tom do formy przypominającej swoisty „epos esperanta”. Paradoksalnie cała ta klasyka jest z założenia futuryzacją poprzez rozwinięty język esperancki.

### Izolo
Kalocsay stworzył także Sekretaj Sonetoj (Tajemne sonety) wydane dopiero w 1989 roku, a także Izolo (Odosobnienie, rzeczownik oznaczający odosobnienie nie tylko jako miejsce, ale także jako rzecz). Izolo składa się z kilku części również ułożonych jak antyczny epos. Pierwszym wierszem jest Ho Esperanto!- inwokacja, ostatnim Adiauxo- epilog. Pierwsza część jest propagandowa, opisuje historię esperanta (czas wojny) i wspomina Zamenhofa, Leo Belmonta, podejmuje dyskusję z esperanckimi literatami jak pisarz Julio Baghy. Część druga znowu nawiązuje do muzyki i jest poematem. Część trzecia to naśladownictwo antyku, szczególnie Horacego. Ta część uważana jest za najwybitniejszą formę wyrazu, najbardziej klasyczną i charakterystyczną dla Kalocsayego. Część czwarta to zbiór sonetów nawiązujących do Szekspira. Izolo wydane rok po śmierci poety (1977), stanowi najwybitniejsze dzieło literatury esperanckiej obok poprzedniego tomu Kalocsayego i dzieł Julio Baghyego.
Poezja Kalocsayego najczęściej analizowana jest ze względu na owo ponowne tworzenie mitu początku, antyku i ogólnie całej tradycji artystycznej za pomocą własnego futuryzmu, wychodzenia poza rozumowe pojmowanie, a jednak w wielu wierszach poeta dowodzi swego związku z katastrofizmem (na przykład wiersz La celoj ĉie dronis) i egzystencjalizmem (Brulanta saliko). W wielu wierszach opisuje także wojnę – te wiersze były inspirowane poezją Horacego.

## Badania, tłumaczenia, prace
Kalocsay poświęcił się szerokim studiom historycznym, językoznawczym i literackim. Studia te opierały się na tłumaczeniu literatury i rozwijaniu języka. Przetłumaczył większość dzieł Horacego. Przetłumaczył też Piekło Dantego, Burzę, Króla Leara i Sen nocy letniej Szekspira, a także dzienniki i Elegie rzymskie Goethego. Z dzieł romantycznych i parnasistowskich Kalocsay przetłumaczył Kwiaty zła Baudelaire’a, Pieśni i romanse Heinego, a także wiele dzieł literatury węgierskiej, między innymi utwory Gézy Gárdonyiego i Imre Madácha.
Oprócz podręczników, słowników i leksykonów językowych Kalocsay określił pełną gramatykę języka esperanto. Jednak jego najważniejszym dziełem stanowiącym traktat twórczości językoznawczo-literackiej jest Lingvo, stilo, formo (Język, styl, forma). Zajmuje się w nim ewolucją języka esperanto w poezji, futuryzacją i trudnością jej osiągnięcia w tym języku ze względu na płynność znaczeniową, rymem esperanckim, wymową i rytmem. Przechodzi do badań klasycznego esperanta i tworzy swoją własną formę tego języka – esperanto średniowieczne. Język ten oparty na członach łacińskich, starożytnej stylizacji i gramatyce stanowi jedną z wielu prób Kalocsayego dążącego do doskonałości w brzmieniu i sensie.

## Poezje
- Dek elektitaj poemoj (początek Streĉita Kordo), 1976
- La dekdu noktoj de satano, 1990
- Mondo kaj Koro, 1921
- Streĉita Kordo 1931, 1978
- Rimportretoj
- Izolo, 1977
- Sekretaj Sonetoj, 1932, 1989
- Versojn oni ne aĉetas, 1992